# タニマノドヨウグモ
タニマノドヨウグモ Metleucauge kompirensis (Bösenberg & Strand) はアシナガグモ科のクモの1種。渓流周辺に住み、時に対岸に跨がって水平円網を張る。

## 特徴
体長が雌では10.0～14.0mm、雄では7.5～12.0mm程度のクモ。背甲は明るい褐色の地色で横の縁が暗褐色に色づき、また眼域(眼の配置する範囲)と中窩(背甲中央部の凹み)の間に暗褐色のVの字形の斑紋がある。胸板は黒褐色で、歩脚は褐色の地色で各節の末端部の色が濃く、勁節、蹠節に斑紋があり、また腿節では生えている毛の基部が黒褐色の斑紋となっている。腹部は楕円形をしている。腹部背面は灰白色の地に黄褐色の斑紋があり、その前方のものと後端近くは色が濃い。ただし斑紋には個体差があって濃淡の差が多く、時に斑紋が見られない個体もある。腹部の下面は褐色で両側の側面近くに白い条紋がうねるように走っている。

## 分布
日本では北海道、本州、四国、九州と薩南諸島に見られ、国外では台湾、韓国、中国から知られる。

## 習性など
里山から山地の森林に生息し、渓流沿いで生活する。造網性であり、網は無こしきの水平円網である。渓流沿いに網を張るが、往々に対岸の樹木の間に糸を引いて網を張るなど、渓流を跨いで張り、円網の直径は1mを越えることがある。夕方から網を張り、夜間は円網の中央に定位するが、朝になると網から離れ、枠糸の端に近い葉裏や枝などに隠れることが多い。網にかかる獲物としてはカワゲラやカゲロウなど、幼虫が水生昆虫であるものが多い。網上では後脚で網に引っかかるようにして前脚を下に垂れる姿を見る。
成体の出現時期は5～8月。

## 分類、類似種など
本種はかつてはドヨウグモ属 Meta とされていたが、現在では分けられてオオドヨウグモ属となっている。この2属は系統的にはやや異なり、オオドヨウグモ属はシロカネグモ属 Leucauge などと近縁とされている。
オオドヨウグモ属のものは日本には4種が知られ、何れもよく似ているが、本種はその斑紋が典型的な場合にはそれで比較的はっきり区別出来る。その中でもっとも普通に見られるのはメガネドヨウグモ M. yunohamensis で、山間部から都市部の公園にまで、渓流だけでなく池や林道、草地などまで見られる。この種の名の由来は頭胸部背面の黒い斑紋の中に明るい斑紋があって眼鏡のように見えることにより、本種にはこれがないことで区別出来る。キタドヨウグモ M. yaginumai もこの眼鏡模様がある。チクニドヨウグモ M. chikunii は腹部が白に暗灰褐色の斑紋がある。斑紋で区別しづらい場合は生殖器の構造を見る必要がある。